# Турска на Светском првенству у атлетици на отвореном 2013.
Турска је на 14.Светском првенству у атлетици на отвореном 2013. одржаном у Москви од 10. до 18. августа, учествовала четрнаести пут, односно учествовала је на свим светским првенствима одржаним до данас. Према пријави репрезентацију Турске представљало је 10 атлетичара (5 мушкараца и 5 жена), који су се такмичили у 8 атлетских дисциплина (5 мушких и 4 женских).,
На овом првенству Турска није освојила ниједну медаљу нити је остварила неки рекорд.

## Учесници
| Мушкарци: - Илхам Тануи Озбилен — 1.500 м - Полат Кембоји Арикан — 10.000 м - Тарик Лангат Акдаг — 3.000 м препреке - Ерцимент Олгундениз — Бацање диска - Фатих Аван — Бацање копља | Жене: - Тугба Којунџу — 1.500 - Султан Хајдар — Маратон - Helalia Johannes — Маратон - Бурџу Јуксел — Скок увис - Емел Дерели — Бацање кугле |  |

## Резултати

### Мушкарци
| Атлетичар            | Дисциплина       | Лични рекорд | Квалификаије | Квалификаије | Полуфинале | Полуфинале | Финале                | Финале            | Детаљи |
| Атлетичар            | Дисциплина       | Лични рекорд | Резултат     | Место        | Резултат   | Место      | Резултат              | Место             | Детаљи |
| -------------------- | ---------------- | ------------ | ------------ | ------------ | ---------- | ---------- | --------------------- | ----------------- | ------ |
| Илхам Тануи Озбилен  | 1.500 м          | 3:31,30 НР   | 3:39,73 КВ   | 3. у гр. 2   | 3:37,07    | 9. у гр. 2 | Није се квалификовао  | 9 / 37 (38)       |        |
| Полат Кембоји Арикан | 10.000 м         | 27:38,81     |              |              |            |            | Није завршио трку     | Није завршио трку |        |
| Тарик Лангат Акдаг   | 3.000 м препреке | 8:27,09      | 8:34,97      | 11. у гр. 3  |            |            | Нису се квалификовали | 24 / 35 (41)      |        |
| Ерцимент Олгундениз  | Бацање диска     | 67,50        | 60,81        | 8. у гр. А   | 17 / 30    |            | Нису се квалификовали |                   |        |
| Фатих Аван           | Бацање копља     | 85,60 НР     | 80,09        | 5. у гр. Б   | 13 / 33    |            | Нису се квалификовали |                   |        |

### Жене
| Атлетичарка      | Дисциплина   | Лични рекорд | Квалификаије | Квалификаије | Полуфинале            | Полуфинале            | Финале                | Финале             | Детаљи |
| Атлетичарка      | Дисциплина   | Лични рекорд | Резултат     | Место        | Резултат              | Место                 | Резултат              | Место              | Детаљи |
| ---------------- | ------------ | ------------ | ------------ | ------------ | --------------------- | --------------------- | --------------------- | ------------------ | ------ |
| Тугба Којунџу    | 1.500 м      | 4:03,41      | 4:15,56      | 12. у гр. 3  | Није се квалификовала | Није се квалификовала | Није се квалификовала | 35 / 37            |        |
| Султан Хајдар    | Маратон      | 2:25:09 НР   |              |              |                       |                       | Нису завршиле трку    | Нису завршиле трку |        |
| Helalia Johannes | Маратон      | 2:34:32      |              |              |                       |                       | Нису завршиле трку    | Нису завршиле трку |        |
| Бурџу Јуксел     | скок увис    | 1,94 НР      | 1,83         | 9. у гр. Б   |                       |                       | Нису се квалификовале | 20 / 27            |        |
| Емел Дерели      | Бацање кугле | 18,04 НР     | 16,60        | 13. у гр. А  | 26 / 29 (30)          |                       | Нису се квалификовале |                    |        |